# De flamingo
De flamingo (The Flamingo) is de tweede aflevering van het eerste seizoen van de Noors-Amerikaanse serie Lilyhammer. De aflevering werd op 1 februari 2012 op de Noorse zender NRK1 uitgezonden. Op 6 februari verscheen de aflevering op de streamingdienst Netflix. De aflevering eindigt met het nummer Darkness van Leonard Cohen.

## Verhaal
Roar Lien en Viggo rijden in hun taxi en stoppen wanneer zij een verongelukte vrachtwagen zien. De bestuurder is gevlucht en nadat ze zien dat de vrachtwagen vol met illegale drank zit, beginnen Roar en Viggo de lading in hun taxi te dragen. Ze stoppen met overladen en rijden verder als ze zien dat er motors aankomen. Viggo raakt hierbij zijn neusring kwijt. Ondertussen geeft Sigrid Haugli haar cursus "Nieuw Begin" aan enkele buitenlanders, waaronder Frank Tagliano. Zij leert haar leerlingen mensen in het Noors te begroeten en Yusuf weigert haar een hand te geven. In de pauze dwingt Frank Yusuf om Sigrid een hand te geven.
De motors, die Roar en Viggo zagen, blijken van de motorbende te zijn, die het transport van de illegale drank verzorgde. De leden van de motorbende zien dat er drank ter waarde van 300.000 Noorse kronen is gestolen en vinden ook de neusring van Viggo. Vervolgens verkoopt Roar de illegale drank aan Frank, die na onderhandelen er 50.000 Noorse kronen voor betaalt. Daarna laat Torgeir Lien aan Frank die nieuwe medewerkers van hun nachtclub zien, die zeggen dat de pakjes niet aan de arbowet voldoen. Frank ontslaat vervolgens de twee medewerkers die weigerden de pakjes aan te trekken. Frank vertrekt naar de les verdediging voor allochtone vrouwen, die door Jan Johansen wordt gegeven. Hij laat foto's zien, waarop Jan met naakte immigranten staat, en met tegenzin stelt Jan voor dat Jelena en Svetlana bij Frank gaan werken.
Politieagent Geir "Elvis" Tvedt stelt aan Frank voor op te treden in zijn nachtclub, maar Frank zegt dat hij al andere bands heeft gehuurd en maakt tevens grappen over zijn artiestennaam Geir Elvis, wat hij op Gay Elvis vindt lijken. Vervolgens vertrekt Geir naar de horecazaak van Yusuf en krijgen zij ruzie. Viggo is inmiddels naar een winkel gegaan om een nieuwe neusring te halen, maar de eigenaar Roy "Fingern" Aass, lid van de motorbende, komt erachter dat hij de drank heeft gestolen.
De volgende dag staan Torgeir en nog iemand de sneeuw voor het huis van Frank op te ruimen en Torgeir geeft aan Frank een machine om drank te maken. In de middag is er een schaatsevenement, waar Frank en Sigrid samen heen gaan. Sigrid valt bij het schaatsen en Frank brengt haar naar het ziekenhuis. Ook haalt Frank Jonas op van school en hij ziet dat Jonas gepest wordt. Frank adviseert in de auto Jonas stenen op zijn klasgenoten te gooien. De rest van de dag blijf Frank bij Sigrid en zij slapen ook samen.
De motorbende vindt de drank bij de nachtclub van Frank en zij mishandelen daarom Torgeir, die uiteindelijk wordt gered door Svetlana en Jelena. Geir is de hele nacht opgebleven om te onderzoeken wie "Giovanni Henriksen", ofwel Frank Tagliano, is en laat Laila een foto zien van ex-Guantanamo Bay gedetineerde Suleyman Bhatti, die hij op Frank vindt lijken. Frank heeft ondertussen ontdekt dat Torgeir is mishandeld en hij ontvoerd en mishandeld met Torgeir een lid van de motorbende, genaamd Arne. Torgeir duwt hem van een skischans af en ze vertrekken met Arne naar Roy, die met zijn advocaat Julius wat aan het overleggen is. Ze spreken af dat Frank het geld bij Roar gaat halen en dat de motorbende dan de drank alsnog teruggeeft. Ook spreken ze af dat Arne de nieuwe uitsmijter van de nachtclub wordt.
Frank wil vervolgens een date plannen met Sigrid, maar zij moet naar een leerlingengesprek, omdat Jonas een klasgenoot aftuigde. In plaats van dat Frank een date heeft, gaat hij pokeren en ook krijgt hij het geld terug van Roar. Als hij thuis komt, ontploft zijn drankinstallatie en hij koopt de brandweer om, die vervolgens weer vertrekt. Laila gaat later ook met tegenzin weg en vraagt aan Geir of zij de foto van Suleyman Bhatti nogmaals mag bekijken.

## Rolverdeling
| Rol                | Acteur                    |
| ------------------ | ------------------------- |
| Frank Tagliano     | Steven Van Zandt          |
| Sigrid Haugli      | Marian Saastad Ottesen    |
| Torgeir Lien       | Trond Fausa Aurvåg        |
| Roar Lien          | Steinar Sagen             |
| Geir "Elvis" Tvedt | Kyrre Hellum              |
| Laila Hovland      | Anne Krigsvoll            |
| Julius Backe       | Sven Nordin               |
| Jonas Haugli       | Mikael Aksnes-Pehrson     |
| Jan Johansen       | Fridtjov Såheim           |
| Roy "Fingern" Aass | Robert Skjærstad          |
| Viggo              | Magnus Young Mortensen    |
| Arne               | Tommy Karlsen Sandum      |
| Aisha              | Nasrin Kushrawi           |
| Yusuf              | Hamid Karimi              |
| Petter Krohg       | Erik Aleksander Schjerven |
| band               | Cocktail Slippers         |
| pokerspeler        | Ailo Gaup                 |